# Cieszęcino
Cieszęcino [pronunciación en polaco: /t͡ɕɛʂɛnˈt͡ɕinɔ/] es un pueblo en el distrito administrativo de Gmina Biały Bór, dentro del Distrito de Szczecinek, Voivodato de Pomerania Occidental, en el noroeste de Polonia. Se encuentra aproximadamente 5 kilómetros al noroeste de Biały Bór, 26 kilómetros al norte de Szczecinek, y 157 kilómetros al este de la capital regional, Szczecin.